# Hilarion z Poznania

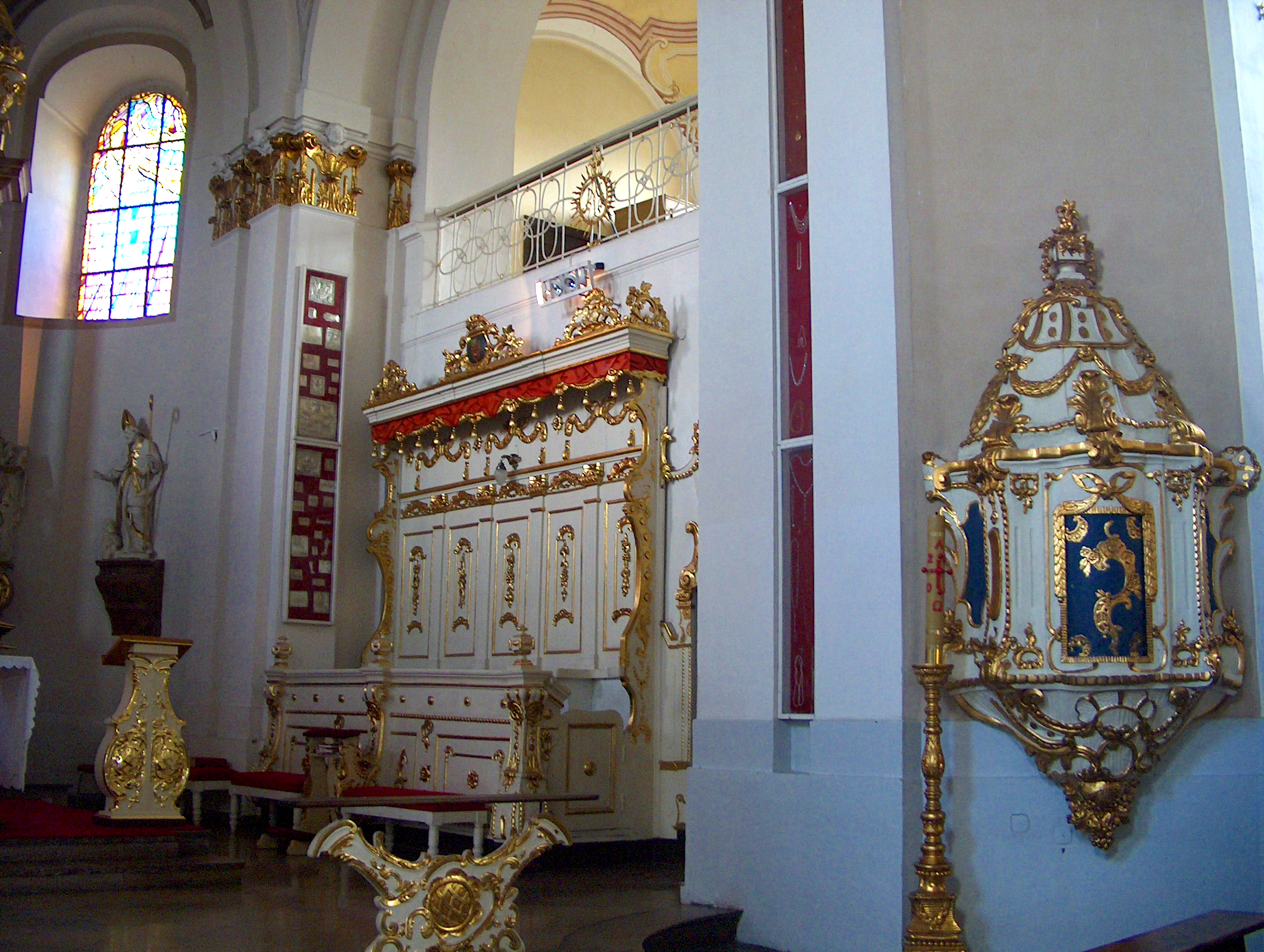
Stalle przypisywane Hilarionowi. Kościół w Rokitnie.

Hilarion z Poznania (zm. w 1667 r. w Poznaniu) – polski zakonnik bernardyn, snycerz i ebenista czynny w Wielkopolsce w XVII w. 
Hilarion był bratem w zakonie bernardyńskim, związanym z klasztorem poznańskim i zajmującym się tworzeniem w stylu manierystycznym dzieł snycerskich w obiektach sakralnych Wielkopolski. Znane jest jedno pewne, bo sygnowane i datowane, zachowane dzieło artysty - bardzo bogato zdobione rzeźbą i intarsjami stalle w prezbiterium kościoła pobernardyńskiego w Sierakowie. Zdaniem Bartnickiej-Górskiej i in. (1979) intarsje w tych stallach są najwybitniejszym dziełem tej techniki zdobniczej w kraju i jednym z lepszych w środkowej Europie. Z Hilarionem wiązane są znajdujące się w tejże świątyni intarsjowana stalla kolatorska z dwoma ławami i zaginiony pulpit. Zakonnikowi przypisuje się także niezachowane: stalle w kościele i wystrój snycerski zakrystii poznańskiego kościoła bernardyńskiego, w postaci mebli dla naczyń liturgicznych i boazerii oraz stalle kościoła opactwa cysterskiego w Bledzewie, współcześnie znajdujące się w kościele w Rokitnie. Wszystkie te prace wiązane z Hilarionem datowane są na połowę XVII..
Twórczości Hilariona poświęcony jest artykuł naukowy Z. Dolczewskiego pt. "Działalność warsztatu intarsjerskiego brata Hilariona z Poznania. Studia Muzealne, r. VIII, Poznań 1970, s. 59-87.